# بين جونستون
بين جونستون (بالإنجليزية: Ben Johnston)‏ هو ملحن أمريكي، ولد في 15 مارس 1926 في ماكون في الولايات المتحدة.

## وصلات خارجية
- بين جونستون على موقع ميوزك برينز (الإنجليزية)
- بين جونستون على موقع ديسكوغز (الإنجليزية)